# Alphonse Lechevrel

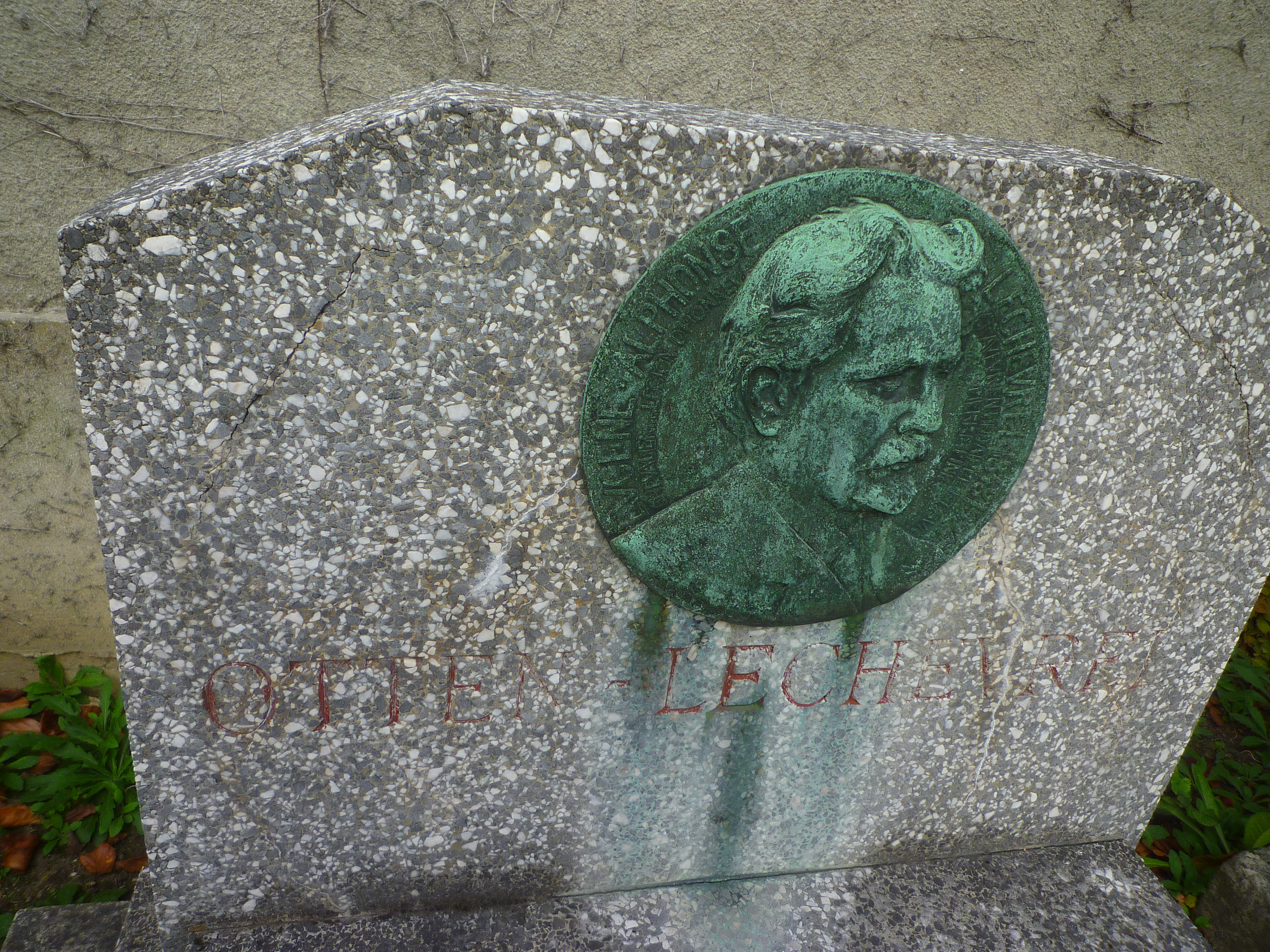
Sépulture d'Alphonse Lechevrel au cimetière ancien de Colombes.

Alphonse Eugène Lechevrel, né à Paris le 12 juillet 1848 et mort dans la même ville le 18 juin 1924, est un dessinateur de timbres et médailleur français.

## Biographie
Lechevrel est un médailleur et graveur de pierres précieuses qui, en plus de ses médailles et plaquettes, a réalisé un grand nombre d'intailles et de camées impressionnants. Sa réputation de graveur passe les frontières et, en 1877, il est invité à Worsley, en Angleterre, par Ben Richardson. Bien qu'il n'y reste que deux ans et qu'il a une production de camée assez limitée, on peut noter son influence sur les artistes locaux.
Alphonse Lechevrel obtient une mention honorable au Salon de 1884. Il demeure au no 26 place du Marché-Saint-Honoré à Paris.

## Œuvres
Médailles au musée d'Orsay à Paris :

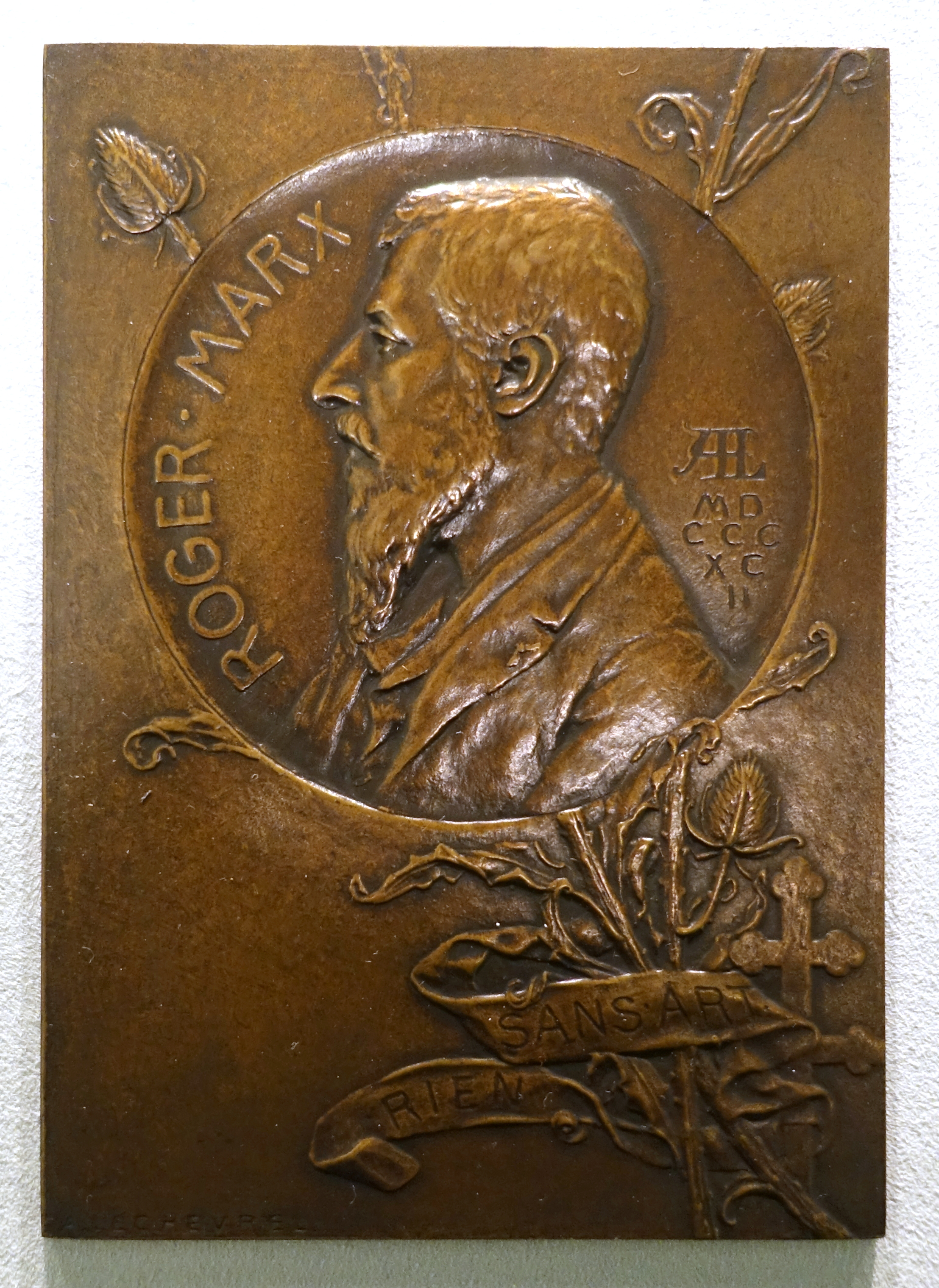
Profil de Roger Marx, plaquette “Rien sans art”, Alphonse Lechevrel, 1892

- Société maritime de sauvetage, entre 1848 et 1924, médaille uniface en cuivre argenté[5].
- Bacchante, 1884, intaille sur sardoine[6].
- Aurore, 1886, médaille uniface en cuivre, galvanoplastie[7].
- Consultatio, entre 1888 et 1889, intaille sur sardoine[8].
- Consultatio, entre 1888 et 1889, médaille uniface en cuivre doré[9].
- Consultatio, entre 1888 et 1889, empreinte de l'intaille OAO 1136, sur plâtre, monture en métal doré[10].
- Consultatio, entre 1888 et 1889, intaille montée sur sardoine foncée, monture en métal doré[11].
- Uxor Fida Alma Mater, 1890, médaille uniface en cuivre doré[12].
- Alfred Morrison, 1890, médaille uniface en cuivre argenté[13].
- J. Lechevrel, née Otten, 1890, plaquette uniface en cuivre argenté[14].
- Sadi Carnot, 1891, intaille sur sardoine[10].
- Sadi Carnot, 1891, médaille uniface en cuivre doré[15].
- Sadi Carnot, 1891, plaquette uniface en cuivre argenté[16],[17].
- Femme nue dansant, 1891, plaquette uniface en cuivre argenté[10].
- Don Ramon de Errazus, avers, 1892, plaquette uniface en cuivre argenté[18],[19].
- Don Ramon de Errazu (armoiries), revers, 1892, plaquette uniface en cuivre argenté[20],[21].
- Professeur Docteur Alfred Lichtwark, conservateur de la Kunsthalle de Hambourg, 1892, plaquette uniface en cuivre argenté[12].
- Naïade, 1893, intaille sur sardonyx[21].
- Naïade, 1893, plaquette uniface en cuivre doré[11].
- Naïade, 1893, plaquette uniface en cuivre argenté[6].
- A Liard, fondeur, 1893, médaille uniface en cuivre argenté[22].
- L'Histoire fait revivre le passé, 1893, plaquette uniface en cuivre argenté[18].
- L'Histoire enregistre les découvertes de l'Archéologie, 1893, plaquette uniface en cuivre argenté[23],[24],[6],[16],[7],[13].
- Armoiries, entre 1893 et 1899, intaille sur sardonyx[7].
- Armoiries, entre 1893 et 1899, médaille uniface en cuivre doré[23].
- Blanche Lechevrel, 1894, médaille en or[19].
- André Otten, 1894, médaille uniface en cuivre doré[14].
- André Otten, 1894, plaquette uniface en cuivre argenté[25].
- Blanche Suzanne Lechevrel, 1894, plaquette uniface en cuivre argenté[20].
- Adolphe Blanche, 1895, plaquette uniface en cuivre argenté[9],[17]
- Félix Faure, 1896, médaille uniface en cuivre argenté[8].
- République française, projet de la pièce de 2 francs (avers), 1897, médaille uniface en cuivre argenté[25].
- République française, projet de la pièce de 2 francs (revers), 1897, médaille uniface en cuivre argenté[13].
- Ortens Occidentis Renovat Artem, 1897, plaquette uniface en cuivre argenté[11].
- Roger Marx, les médailleurs français du XIXe siècle, 1897, plaquette uniface en cuivre doré[26].
- E. J. Carlier, statuaire, 1897, plaquette uniface en cuivre argenté[15].
- Yvonne Otten, 1898, plaquette uniface en cuivre argenté[15].
- Geneviève Otten, 1898, plaquette uniface en cuivre argenté[9].
- Cupidon, 1899, intaille sur sardonyx[16].
- Cupidon, 1899, médaille uniface en cuivre argenté[24].
- Athéna, 1899, plaquette uniface en cuivre argenté[25].
- Adolphe Blanche, 1905, médaille uniface en cuivre doré[17].
- République française, projet pour le timbre de 15 centimes, 1906, plaquette uniface en cuivre doré[26].
- République française, projet de timbre, vers 1906, plaquette uniface en cuivre doré[21].
- République française, projet de timbre, vers 1906, plaquette uniface en cuivre doré[21].
- République française, vers 1906, plaquette uniface en cuivre argenté[19].
- Athéna, 1909, médaille uniface en cuivre doré[22].
- République française, avant 1910, plaquette uniface en cuivre argenté[17].